# Dinosaur Cove

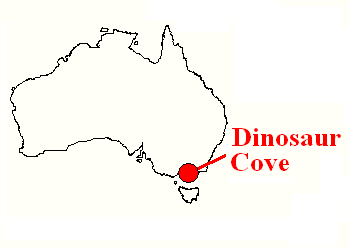
Naleziště na mapě Austrálie

Dinosaur Cove („Dinosauří zátoka“) je paleontologická lokalita na jihovýchodním cípu Austrálie (stát Victoria). Zdejší sedimenty náležejí do souvrství Eumeralla a obsahují zkameněliny z doby asi před 113 až 104 miliony let (raná křída, věk alb). Nejvýznamnější jsou především fosilie zdejších "polárních" dinosaurů.

## Charakteristika
V dané době byla tato oblast výrazně za jižním polárním kruhem, zdejší fauna proto musela vykazovat přizpůsobení tvrdým klimatickým podmínkám. Jde tak o jeden z pádných důkazů toho, že někteří dinosauři byli teplokrevní a možná také opeření (to však nelze přímo prokázat). Několik zde objevených rodů (Leaellynasaura, Atlascopcosaurus, Timimus, Diluvicursor, dosud nepojmenovaný tyranosauroid či jiný célurosaurní teropod, nepojmenovaný cenagnatid a některé další) představuje zvláštní součást ekosystému tzv. jižních polárních dinosaurů. Histologie fosilních kostí ukazuje, že "polární" ornitopodní dinosauři rostli nejrychleji mezi 1. až 3. rokem věku a dospívali kolem 5. až 7. roku života.

## Výzkum
Výzkumu zdejších dinosaurů i jiných obratlovců se věnují zejména australští paleontologové, manželé Patricia a Thomas H. Richovi. V době spodní křídy se zde rozkládala rozsáhlá záplavová nížina v riftovém údolí, oddělujícím pevninskou masu Antarktidy (tehdy ještě připojenou k Austrálii). Výzkum zde stále pokračuje a průběžně jsou hlášeny nové objevy.